# Charistena
Charistena es un género de escarabajos  de la familia Chrysomelidae. En 1864 Baly describió el género. Contiene las siguientes especies:
- Charistena bergi (Duvivier, 1890)
- Charistena brasiliensis Pic, 1927
- Charistena brevelineata Pic, 1927
- Charistena brevenotata Pic, 1927
- Charistena minima Pic, 1934
- Charistena ruficollis (Fabricius, 1801)